# Finn 5 fel!
Finn 5 fel! är ett studioalbum av den svenska popgruppen Gyllene Tider, släppt 9 juni 2004. På albumlistorna toppade det i Sverige och nådde 26:e plats i Norge.
Albumet vann Rockbjörnen i kategorin "Årets svenska album".
På fram- och baksidan av häftet till skivan fanns en tävling med finn fem fel, där man kunde vinna priser.

## Låtlista
1. En sten vid en sjö i en skog - 2:42
2. Solsken - 3.02
3. Tuffa tider (för en drömmare) - 3:10
4. Ordinärt mirakel - 3:14
5. Ta mej... nu är jag din! - 2:51
6. Jag borde förstås vetat bättre - 3:34
7. Du måste skämta - 2:46
8. Nere på gatan - 3:19
9. 72 - 4:05
10. Ande i en flaska (gabba gabba gabba come on come on karma karma) - 2:44
11. Varje gång det regnar - 3:31
12. Hjärta utan hem - 3:12
13. Speciell - 2:09
14. Har du nånsin sett en dröm gå förbi? - 4:08

## Listplaceringar
| Lista (2004-2005) | Topplacering |
| ----------------- | ------------ |
| Norge             | 26           |
| Sverige           | 1            |

### Fotnoter
1. ↑  ”Tidigare vinnare av Rockbjörnen”. Aftonbladet. 25 februari 2006. http://www.aftonbladet.se/nojesbladet/musik/rockbjornen/article12332776.ab. Läst 2 maj 2011.
2. ↑  Listplacering
3. ↑  Listplacering